# ほのぼのワイド 中村こずえのsmile for You
ほのぼのワイド 中村こずえのsmile for You（ほのぼのワイド なかむらこずえのスマイルフォーユー）は、2003年3月31日から2017年3月30日まで静岡放送（SBSラジオ）で毎週月曜から木曜10:00 - 13:55に放送されていたラジオ番組。

## 出演者
- 中村こずえ - パーソナリティ

## 概要
前番組『極太ラジオ・いきYoh!Yoh!』まで、この時間帯はSBSのベテラン男性アナウンサーと女性アナウンサーのコンビで担当していたが、当番組より首都圏で活動するフリーアナウンサーのワンマンプログラムとなり、放送時間も拡大した。

## タイムテーブル
- 10:00 - オープニング
- 10:10 - こずえとお茶しません?
- 10:25 - ラジオショッピング
- 10:30 - 
  - （火）ヤマシタハートフルタイム「すこやか介護」
  - （木）過払い金ナットク法律相談
- 10:35 - 
  - （月2週）知ってお得! 日本の心、再発見
  - （水1・3週）家族葬のラビュー・エンディングストーリー
  - （木）さわやかウォーキング
- 10:40 - Smile Scoopy
- 10:43 - メッセージ&ミュージック
- 10:54 - 静岡新聞ニュース・天気予報・交通情報
- 11:00 - テレフォン人生相談（ニッポン放送制作）
- 11:20 - ジャパネットたかたラジオショッピング
- 11:27 - メッセージ＆ミュージック
- 11:31 - こずえの「今夜、何食べたい!?」
- 11:37 -
  - （火）静岡県の未来を拓く! ものづくりカンパニー
  - （水）こずえのお仕事お悩み相談室
  - （木）こずえ・エイチ・アイ・エスの旅通信
- 11:46 - メッセージ＆ミュージック
- 11:50 - ランチタイムミュージック
- 11:55 - 静岡新聞ニュース・天気予報
- 12:00 - 渡辺徹 家族の時間（文化放送制作）
- 12:06 - ランチと歌とお悩みと
- 12:20 - 河村通夫の大自然まるかじりライフ
- 12:30 - ランチと歌とお悩みと
- 12:43 - リフレッシュ体操
- 12:47 - ラジオショッピング
- 12:54 - 交通情報
- 12:56 - 静岡新聞ニュース・天気予報
- 13:00 - ほのぼのファイトクラブ
- 13:10 - Aftemoon Scoopy
  - （月）御殿場 えびせんべい便り
  - （木1 - 4週）トヨタカローラ静岡のスイーツ・メモリー
- 13:15 - 氷川きよし節（文化放送制作）
- 13:25 - 中村こずえの興味津津
- 13:40 - ドライバーズ・リクエスト（TBSラジオ制作）
- 13:49 - 交通情報
- 13:50 - エンディング

## 過去のコーナー
- 林家こぶ平 千客万来（綜合放送制作、9:30 - 9:40、放送開始 - 2007年3月29日）
2007年4月以後は1時間番組に拡大して月曜夜へ移動し、その後は「中島啓江“ドーンとようこそ!”」に改題して時間帯移動、打ち切り・放送再開を繰り返しながら現在に至る（現在は[いつ?]未放送）。
- 健康ワンポイント（ニッポン放送制作、11:10 - 11:15、放送開始 - 2005年3月31日）
- TOYOTA DRIVING TALK（健康ワンポイントの後番組、11:10 - 11:15、2005年4月4日 - 2007年3月29日）
- ズバリ快答!テレフォン身の上相談（TBSラジオ制作、12:00 - 12:15、開始時期不明 - 2008年9月25日）
- 永六輔の誰かとどこかで（TBSラジオ制作、11:00 - 11:10、放送開始 - 2013年9月27日）

## 放送時間の変遷
- 放送開始 - 2007年3月29日：9:00 - 13:00
- 2007年4月2日 - 2008年3月27日：9:00 - 12:35（第1期）
これまで内包という形で放送されていた「ドライバーズ・リクエスト」・「日本列島ほっと通信」（何れもTBSラジオ）の独立に伴う変更。
- 2008年3月31日 - 9月25日：9:00 - 12:27
これまで月曜の夜（夏季）、平日の夕方（冬季）に放送されていた「サウンドトラベル」（ニッポン放送）が通年10分間の帯番組の変更と時間帯移動に伴う変更。
- 2008年9月29日 - 2010年3月25日：9:00 - 12:24
- 2010年3月29日 - 2012年3月29日：9:00 - 12:35（第2期）
「サウンドトラベル」の枠移動（深夜へ）に伴い、10分拡大。
- 2012年4月2日 - 2013年9月27日：9:00 - 12:45
「日本列島ほっと通信」の終了に伴い、10分拡大。
- 2013年9月30日 - 2014年3月27日：9:00 - 12:35（第3期）
これまで内包という形で放送されていた「氷川きよし節」（文化放送）の独立に伴う変更。
- 2014年3月31日 - 2016年3月24日：9:00 - 12:25
- 2016年3月28日 - 2017年3月30日：10:00 - 13:55
番組開始以来の大幅な時間変更。オープニング・エンディング共に1時間繰り下がり、それまで独立番組として放送の「氷川きよし節」・「ドライバーズ・リクエスト」が再び当番組に内包された。